# Flemløse Kirke
Flemløse Kirke ligger i landsbyen Flemløse ca. 9 km Ø for Assens i Region Syddanmark.

## Eksterne kilder og henvisninger
- Flemløse Kirke Arkiveret 19. september 2015 hos  Wayback Machine hos KortTilKirken.dk

- Wikimedia Commons har flere filer relateret til Flemløse Kirke